# Adam II. Batthyány
Adam II. hrabě Batthyány (maďarsky Batthyány II. Adam, chorvatsky Adam II. Baćan; 13. září 1662 Vídeň – 26. srpna 1703 Vídeň) byl uherský vojevůdce, magnát ze šlechtického rodu Batthyányů a jako takový hrabě z Batthyány de Németújvár. Byl zapojen do protiofenzívy císařských vojsk po neúspěšném druhém tureckém obléhání Vídně – včetně dobytí Budína a Stoličného Bělehradu. Od roku 1693 do roku 1703 byl chorvatským bánem (místokrálem).

## Původ a rodina
Adam II. pocházel ze starého a rozvětveného uherského magnátského rodu Batthyányů, který byl jedním z nejvlivnějších šlechtických rodů habsburské monarchie. Jako nejstarší syn hraběte Kryštofa II. Batthyányho (1637–1687) a jeho manželky Anny Marie, rozené baronky Horváthové de Palocsa (1644–1686) patřil ke starší, tzv. Kryštofově linii rodu, která byla pojmenována po jeho otci. Tohoto otec Adam I. Batthyány je považován za „otce zakladatele v užším slova smyslu“. Své dědictví rozdělil mezi syny Kryštofa II. a Pavla I. (1639–1674). Z potomků Kryštofa se později vyvinula první knížecí linie, z potomků Pavla hraběcí linie s pozdější druhou knížecí linií.

## Životopis
Mladý Adam II. navštěvoval jezuitské gymnázium v Šoproni, poté začal studovat na univerzitě ve Štýrském Hradci. Studium z důvodu tureckých válek přerušil a v roce 1683 nastoupil do vojenské služby. Pod vrchním velením svého otce Kryštofa, velícího generála v Královském Uhersku se zúčastnil několika tažení v husarském pluku proti osmanské armádě. Ještě před druhým tureckým obléháním byli však on a jeho otec v roce 1683 donuceni vzdát hold povstaleckému hraběti Emmerichu Tökölymu a  Turkům a nabídnout jim své služby. Na přímluvu palatina Pavla I. Esterházyho byli v roce 1684 u dvora amnestováni, ale museli se smířit s tím, že v jejich rodovém sídle na hradě Güssing  se dočasně usídlily německé jednotky.
Po skončení druhého tureckého obléhání se Adam II. zapojil do pronásledování osmanských sil mezi Körmendem a Kanizsou a 9. října 1683 se zúčastnil útoku na pevnost Gran. Taktéž byl přítomen obléhání Budína v letech 1684 a 1686 a při druhém obléhání dokázal dobýt 12 bohatě naložených tureckých galér. V roce 1686 dosáhl se svým plukem vítězství nad předsunutými jednotkami osmanské záložní armády u Budaörsu a v roce 1686 se mu podařilo donutit osmanské okupanty Stoličného Bělehradu ke kapitulaci. Za své zásluhy byl nejprve povýšen do hodnosti polního podmaršálka a poté na generála. V roce 1693 se stal bánem Chorvatska, Dalmácie a Slavonie.

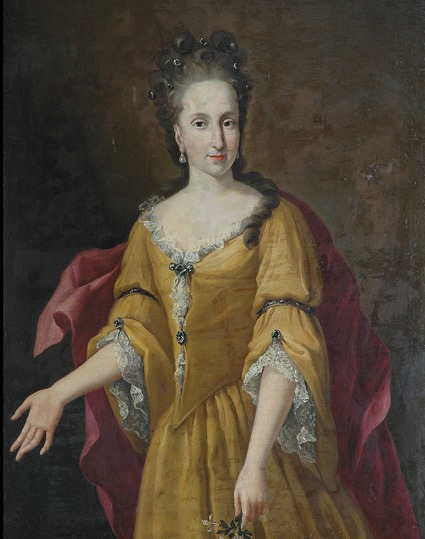
Adamova manželka Eleonora Batthyány-Strattmannová

S postupným stahováním Osmanů z Uher se některá panství na západě Uher navrátila Batthyányům. Adamu II. se podařilo rozšířit majetek, který dostal od svého otce v roce 1687, o panství Ludbreg, Bóly, Moszgó a Somodor. Jeho manželka Eleonora hraběnka Strattmannová, dcera císařského dvorského kancléře Theodora Jindřicha hraběte ze Strattmannu, přinesla do manželství panství a zámek Peuerbach se statky Waasen, Schmiding, Haiding a Spättenbrunn. Prostřednictvím svých vojenských úspěchů, rozšiřování držby půdy a sňatku s Eleonorou dokázal Adam výrazně polepšit sociální postavení své rodiny.
V roce 1698 získal Adam II. zámek Schönborn-Batthyány, kde jeho rodina žila po většinu roku.  Tam také 26. srpna 1703 ve věku 45 let zemřel. Jeho manželka, která ho přežila o 40 let, převzala opatrovnictví jeho dvou synů Ludvíka I. Arnošta a Karla I. Josefa, kteří byli v době jeho smrti ještě dětmi. Adam II. byl pohřben v rodové hrobce Batthyányů pod klášterním kostelem v Güssingu.

## Manželství a potomstvo
Dne 25. listopadu 1692 se Adam II. Batthyány oženil s Eleonorou, rozenou hraběnkou Strattmannovou, dcerou Theodora Jindřicha hraběte ze Strattmannu (1637–1693) a Mechtildy, rozené hraběnky z Mollardu (1640–1684).
Z manželství vzešli dva synové:
- Ludvík I. Arnošt (1696–1765) 
  - ⚭ Thereza, roz. hraběnka Kinská (1700–1775)
- Karel I. Josef (1697–1772), 1. kníže Batthyány
  - I. ⚭ (1721) Marie Barbora hraběnka z Waldsteinu (1693–1724), vdova po hraběti Arnoštu z Kuenburgu
  - II. ⚭ (1724) Františka Terezie hraběnka ze Strattmannu (1708–1760), sestřenice – dcera bratra jeho matky
  - III. ⚭ (1794) Marie Antonie hraběnka Batthyány (1720–1797), vdova po hraběti Mikuláši Erdödym de Monyorókerék et Monoszló, dcera jeho bratra

## Úřady a ocenění
- kapitán Zadunají (Transdanubia) a Kanizsy (Supremus Generalis confiniorum Canisae oppositorum)
- vrchní číšník Uherského království (1687)
- bán Dalmácie, Chorvatska a Slavonie (1693)
- vrchní župan župy Eisenburg (1693)
- skutečný tajný rada (1694)
- zemský sudí (1694[zdroj?] nebo 1700)[8]